# Намислув (гміна)
Гміна Намислув (пол. Gmina Namysłów) — місько-сільська гміна у південно-західній Польщі. Належить до Намисловського повіту Опольського воєводства.
Станом на 31 грудня 2011 у гміні проживало 25744 особи.

## Площа
Згідно з даними за 2007 рік площа гміни становила 289.95 км², у тому числі:
- орні землі: 66.00%
- ліси: 26.00%

Таким чином, площа гміни становить 38.78% площі повіту.

## Населення
Станом на 31 грудня 2011:
| Опис     | Загалом | Загалом | Чоловіки | Чоловіки | Жінки | Жінки |
| -------- | ------- | ------- | -------- | -------- | ----- | ----- |
| одиниця  | осіб    | %       | осіб     | %        | осіб  | %     |
| все      | 25744   | 100     | 12513    | 48.61    | 13231 | 51.39 |
| міське   | 16103   | 100     | 7685     | 47.72    | 8418  | 52.28 |
| сільське | 9641    | 100     | 4828     | 50.08    | 4813  | 49.92 |

## Сусідні гміни
Гміна Намислув межує з такими гмінами: Берутув, Вількув, Дзядова Клода, Домашовіце, Єльч-Лясковіце, Любша, Пежув, Рихталь, Сьверчув.